# Referat Schrifttum
Het Referat Schrifttum was tijdens de Tweede Wereldoorlog een onderdeel van het Reichskommissariat Niederlande van Seyss-Inquart.
Referat Schrifttum was de naam van het onderdeel van de in Den Haag gevestigde Duitse overheidsinstantie die zich in Nederland met het boekenvak bezighield. Het was een afdeling van de Hauptabteilung für Volksaufklärung und Propaganda, die op zijn beurt weer ressorteerde onder het Reichskommissariat. Het Referat Schrifttum bewaakte welke boeken in Nederland werden gepubliceerd, in het bijzonder boeken met een politiek-getinte inhoud. De organisatie zorgde voor promotie van het Duitse boek, maar bepaalde tevens welke Nederlandse uitgaven voor censuur in aanmerking kwamen. Daarvoor stond het Referat Schrifttum in nauw contact met de Afdeeling Boekwezen van het nationaalsocialistische Departement van Volksvoorlichting en Kunsten.
H. Lohse kreeg de leiding over deze Duitse instantie, die gevestigd was in het voormalige paleis van prinses Emma, aan de Kneuterdijk 20 te Den Haag. Lohse was een ex-boekhandelsbediende van Köhler & Volckmar in Leipzig. Hij stond niet bepaald bekend vanwege zijn tactvol optreden. M.J. Visser (eigenaar van boekhandel Mensing & Visser, gevestigd schuin tegenover de ingang van het Referat Schrifttum) schreef later over Lohse:
Het was het type van een Duitscher met een minderwaardigheidscomplex, die zich laat gelden als hij de macht daartoe meent te hebben; opvliegend, onredelijk, argwanend en toch soms tembaar door een grooten mond, maar daarenboven corrupt. Wie een wit voetje bij hem wilde halen, moest spreken van Dr. Lohse, ofschoon hij een universiteit nimmer anders dan van buiten had gezien.
Een opzienbare actie van het Referat Schrifttum vond in 1941 plaats, tijdens de voorbereidingen van de Boekenweek van dat jaar. Nadat Lohse had bepaald dat het Boekenweekgeschenk dat jaar verkregen kon worden bij een aankoop van f 2,50 (omgerekend naar de waarde in 2005 is dit: € 15) aan Nederlandse óf Duitse boeken, liet hij later de gehele oplage van het Boekenweekgeschenk in beslag nemen. De bundel Novellen en gedichten, samengesteld door Emmy van Lokhorst en Victor van Vriesland, was niet 'arisch' genoeg. Van dit 'Jodengeschenk' waren inmiddels 20.000 van de 67.000 exemplaren onder het publiek verspreid. De rest verdween op last van Lohse in de papiervernietiger. Lohse en zijn Referat Schrifttum bezaten een verregaande macht in de Nederlandse boekenwereld ten tijde van de Tweede Wereldoorlog.
 Portaal: Fascisme en nationaalsocialisme in Nederland · Fascisme · Nationaalsocialisme